# Claudius

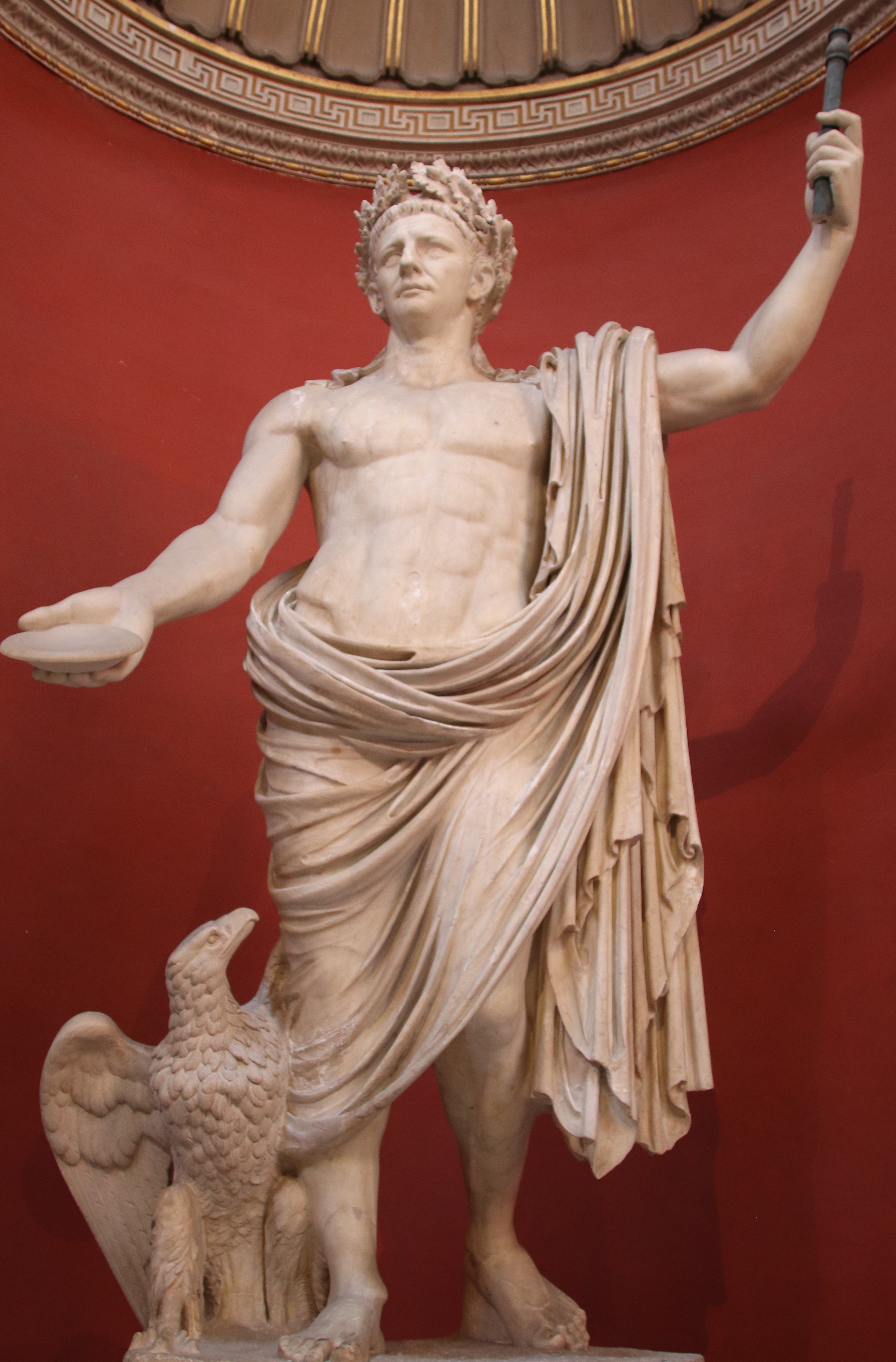
Statue des Claudius in den Vatikanischen Museen

Tiberius Claudius Caesar Augustus Germanicus (vor seinem Herrschaftsantritt Tiberius Claudius Nero Germanicus; * 1. August 10 v. Chr. in Lugdunum, heute Lyon; † 13. Oktober 54 n. Chr.) war der vierte römische Kaiser der julisch-claudischen Dynastie. Er regierte vom 24. Januar 41 n. Chr. bis zu seinem Tod im Jahr 54. Geboren wurde er in Lugdunum als Sohn des Nero Claudius Drusus und der Antonia Minor. Er war der erste römische Kaiser, der außerhalb Italiens geboren wurde.
Claudius galt als aussichtsloser Kandidat auf die Nachfolge im Kaiseramt: Der Überlieferung zufolge litt er an physischen Gebrechen. Bevor ihn sein Neffe Caligula im Jahr 37 zum Konsul machte, wurde er von seiner Familie von fast allen öffentlichen Auftritten und Ämtern ausgeschlossen. Dies ersparte ihm wohl umgekehrt das Schicksal, das zahlreiche andere vornehme Römer ereilte, die den politischen Säuberungsaktionen während der Herrschaft des Tiberius und des Caligula zum Opfer fielen. Stattdessen konnte er sich historischen Studien zuwenden.
Als letzter männlicher Erwachsener seiner Familie wurde Claudius nach Caligulas Ermordung überraschend dessen Nachfolger. Er war dabei der erste römische Kaiser, an dessen Erhebung das Militär wesentlichen Anteil hatte. Trotz seines Mangels an politischer Erfahrung erwies sich Claudius als fähiger Verwalter und entfaltete eine rege Bautätigkeit. In seine Herrschaftszeit fällt die Eroberung Britanniens.
Kaiser Claudius interessierte sich besonders für die römische Rechtsprechung, beispielsweise führte er den Vorsitz in öffentlichen Prozessen und gab bis zu 20 Verordnungen am Tag heraus. Während seiner gesamten Regierungszeit fühlte er sich allerdings durch die Aristokratie bedroht. Zahlreiche Senatoren wurden aus unterschiedlichen Gründen hingerichtet, teils im Zusammenhang mit angeblichen Verschwörungen, teils aufgrund von Parteibildungen und Intrigen in der Umgebung des Kaisers.
Die antiken Geschichtsschreiber und Biographen beschreiben Claudius vor seiner Zeit als Kaiser als einen verwahrlosten, kränklichen und lächerlichen Mann; als Kaiser charakterisierte man ihn als ignorant, schwächlich und böswillig. Nach seinem Tod wurde er von Seneca verspottet und verunglimpft. Die moderne Forschung kommt zu einem differenzierteren Urteil und würdigt Claudius auch als umsichtigen und fähigen Herrscher.

## Anfänge

### Persönlichkeit und Leiden

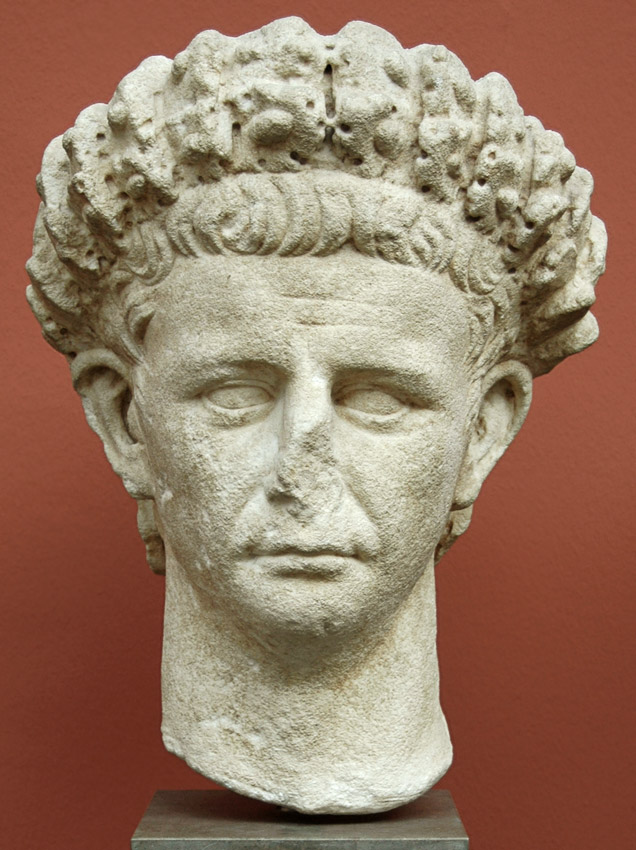
Porträt des Claudius in der Ny Carlsberg Glyptotek, Kopenhagen

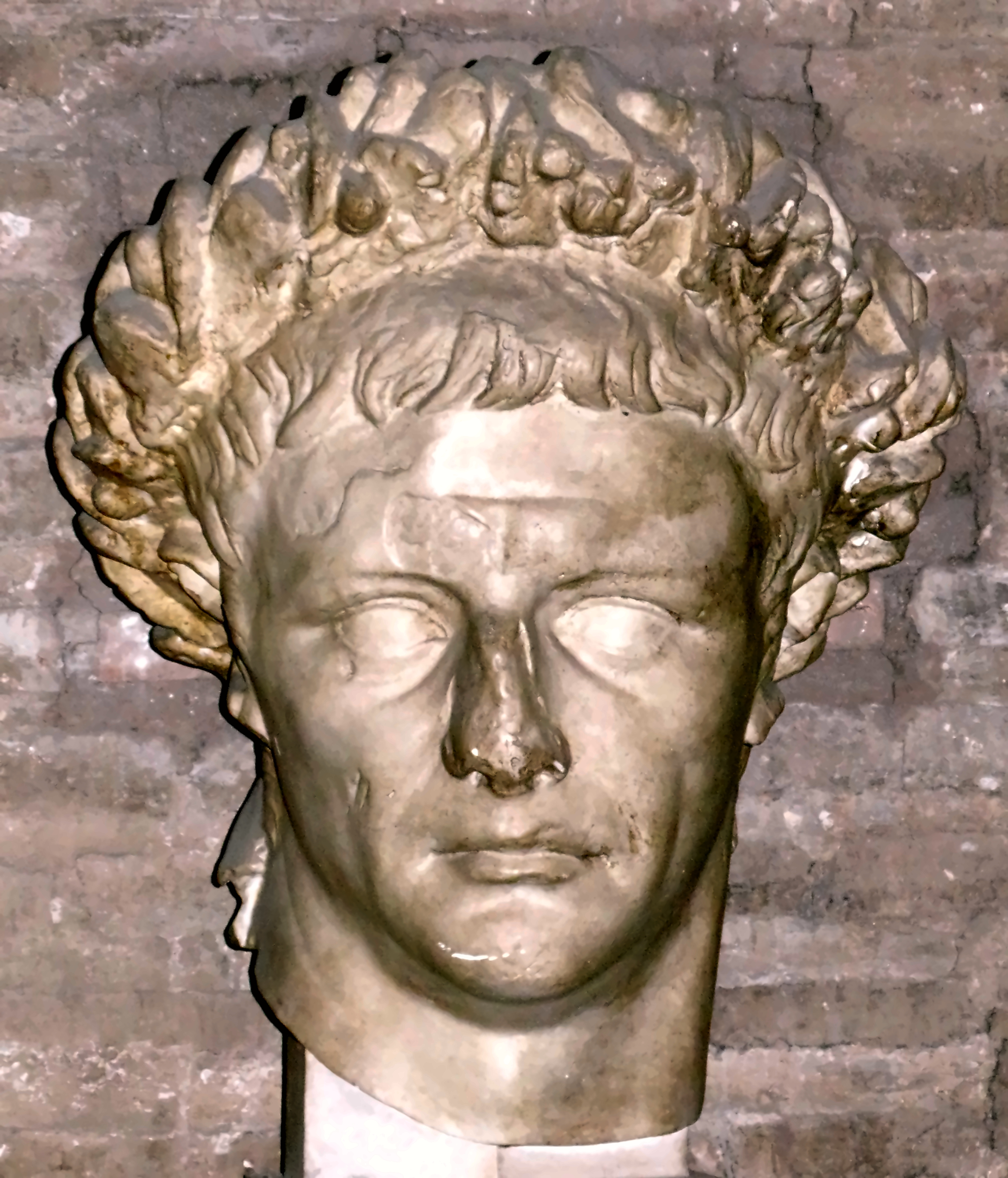
Büste des Claudius aus dem Museum Via Ostiense, Porta San Paolo, Rom

Claudius litt an einer Lähmung, möglicherweise Folge eines Geburtstraumas, und einem auffälligen Maß an Unkontrolliertheit der Bewegungen sowie Stottern. Der Biograf Sueton, der allerdings kein Zeitgenosse war, beschreibt dabei sehr ausführlich die angeblichen körperlichen Leiden des Claudius: Seine Knie waren schwach, gaben unter ihm leicht nach, und sein Kopf zitterte. Er stammelte, und seine Reden waren konfus. Wenn er aufgeregt war, lief seine Nase und er sabberte. Allerdings bemerkte Sueton wiederum, dass er körperlich nicht missgebildet gewesen sei und es ihm nicht an Würde gefehlt habe, wenn er still stand oder saß. Der Stoiker Seneca, der von Claudius zeitweilig verbannt worden war, äußerte in seiner Apocolocyntosis („Verkürbissung“), die den Kaiser nach dessen Tod verhöhnte, dass Gestalt und Gang des Claudius nicht an ein Lebewesen erinnert hätten. Bei Verärgerung oder Stress verschlimmerten sich die Symptome offenbar; sie verbesserten sich jedoch bemerkenswerterweise nach seiner Thronbesteigung. Claudius selbst behauptete als Kaiser, dass er seine Leiden zuvor übertrieben habe, um sich selbst zu schützen.
Die antiken Quellen beschreiben Claudius außerdem als einen großzügigen Mann, der spröde Witze machte, unkontrolliert lachte und manchmal demonstrativ mit dem einfachen Volk zu Mittag speiste. Andererseits wird er aber auch als blutrünstig und grausam dargestellt, da er sowohl von Gladiatorenkämpfen als auch von Hinrichtungen äußerst angetan gewesen sei. So ließ er beispielsweise angeblich in seiner Gegenwart foltern und schaute gern Hinrichtungen zu, die nach grässlichen archaischen Methoden vorgenommen wurden. Für seine Zornanfälle, die ihm durchaus bewusst waren, entschuldigte er sich öffentlich. Es ist unklar, wie viel von diesen Berichten der Tyrannentopik geschuldet ist, mit der die antiken Autoren den Kaiser schildern.
Außerdem war Claudius angeblich überaus vertrauensselig und damit von seinen Frauen und Freigelassenen leicht manipulierbar. Andererseits wird er als paranoid, apathisch, dumm und leicht verwirrt beschrieben. Andere Quellen bezeugen jedoch, dass Claudius einerseits ein intelligenter und belesener Gelehrter war und andererseits ein gewissenhafter Verwalter, der Wert auf Sorgfalt und Gerechtigkeit legte. Sein Charakter ist demnach widersprüchlich und schwer zu bestimmen, weil die Darstellung der meisten erhaltenen literarischen Quellen offensichtlich feindselig verzerrt ist.

### Herkunft und Jugend

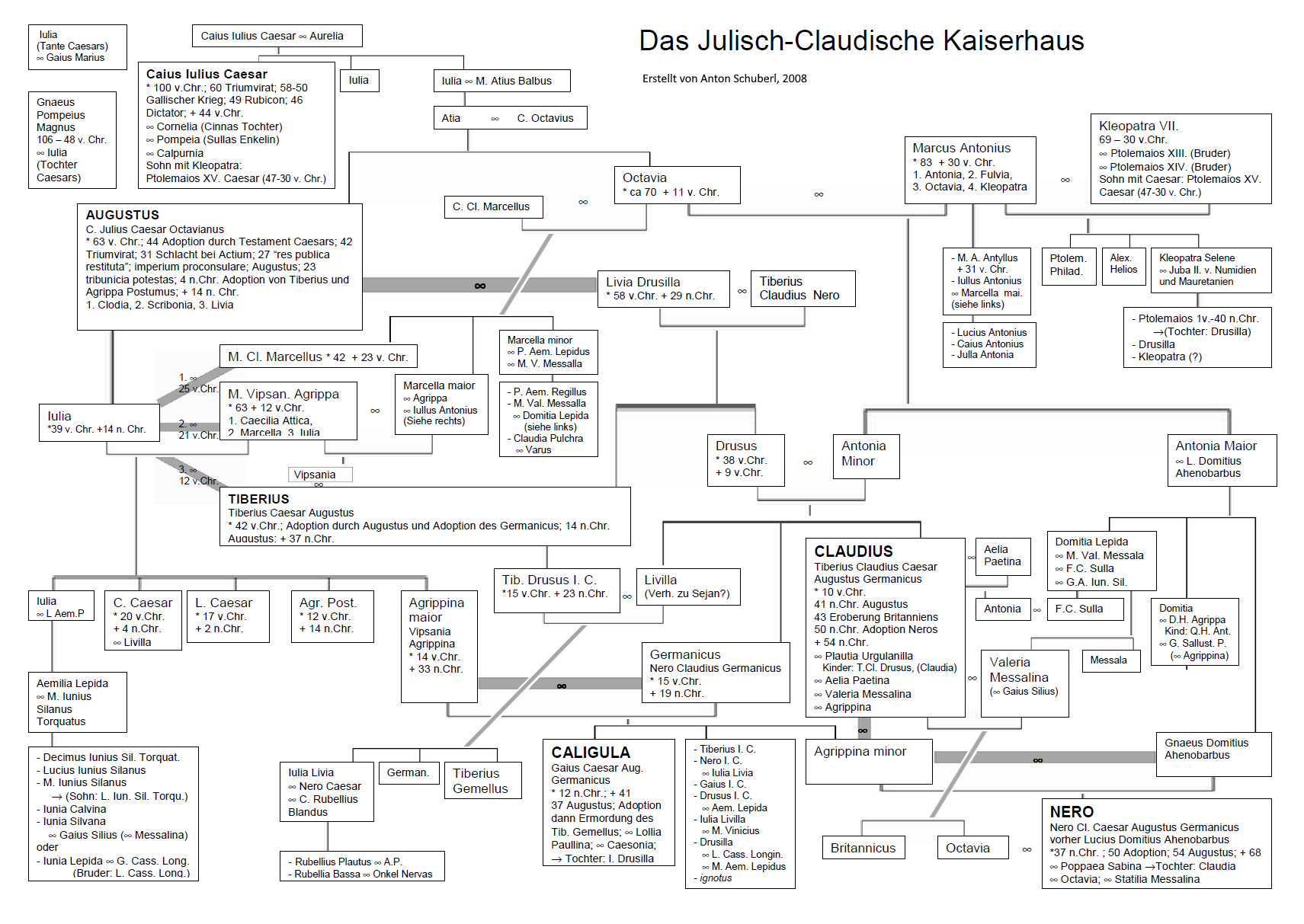
Das Julisch-Claudische Kaiserhaus

Claudius wurde am 1. August 10 v. Chr., angeblich am Jahrestag der Weihung des örtlichen Augustus-Altars, als Tiberius Claudius Drusus in Lugdunum geboren. Seine Eltern waren Drusus und Antonia Minor. Claudius hatte mit Germanicus und Livilla zwei ältere Geschwister. Außerdem hatte Antonia noch zwei weitere Kinder, diese starben jedoch früh. Seine Großeltern mütterlicherseits waren Marcus Antonius und Octavia Minor, die Schwester des Kaisers Augustus. Seine Großeltern väterlicherseits waren Augustus’ dritte Ehefrau Livia Drusilla und Tiberius Claudius Nero.
Während seiner Herrschaft ließ Claudius wiederholt das Gerücht streuen, dass sein Vater Drusus der uneheliche Sohn des Augustus war. Im Jahr 9 v. Chr. starb Drusus während eines Feldzuges im Inneren Germaniens unerwartet an den Folgen eines Sturzes vom Pferd. Claudius wurde von seiner Mutter aufgezogen, die nie wieder heiratete. Das Verhältnis zu seiner Familie verschlechterte sich, je offensichtlicher Claudius’ Leiden wurden. Antonia schilderte ihn als ein Ungeheuer, das die Natur begonnen, aber nicht vollendet habe. Sie scheint ihren Sohn für einige Jahre seiner Großmutter Livia übergeben zu haben. Livia war kaum freundlicher, denn sie sprach mit ihm wenig und übte Kritik nur in schriftlicher Form. Da man glaubte, dass sein Zustand an Faulheit und einem Mangel an Willensstärke liege, kam er schließlich unter die Obhut eines ehemaligen Aufsehers für Lasttierknechte, um diszipliniert zu werden.
Nachdem er in dieser Weise seine Jugend verbracht hatte, nahmen die Symptome anscheinend ab, und seine Familie erkannte sein Interesse für Geschichte. Im Jahr 7 wurde Titus Livius zusammen mit Sulpicius Flavus an den Hof berufen, um Claudius in Geschichte zu unterrichten. Er verbrachte fortan viel Zeit mit Flavus und dem Philosophen Athenodoros Kananites. Nach einem Brief des Augustus war jener von der rhetorischen Gewandtheit des Claudius überrascht. Die Erwartungen an Claudius bezüglich seiner Zukunft stiegen.
Nach einer Vermutung von Vincent Scramuzza war es jedoch ausgerechnet seine Arbeit als Nachwuchshistoriker, die seine frühe politische Karriere zerstört habe. Seine Arbeit an einem Geschichtswerk über die Römischen Bürgerkriege nach dem Tod Caesars brach er nach zwei Büchern ab, weil es politisch zu brisant war. Der Zeitpunkt für ein solches Geschichtswerk war wohl zu früh, denn es dürfte Augustus daran erinnert haben, dass Claudius der Nachkomme des Marcus Antonius war. Seine Mutter und seine Großmutter beendeten recht bald seine schriftstellerischen Ambitionen. Die Kaiserfamilie traute ihm nicht zu, an der Spitze der Gesellschaft zu stehen. Als Claudius sich später wieder seiner Historikertätigkeit widmete, überging er die Bürgerkriege und das zweite Triumvirat.
Trotzdem blieb das Ansehen des Claudius beschädigt, und die Familie hielt ihn im Hintergrund. Als im Jahr 8 der Triumphbogen von Pavia errichtet wurde, um das Kaiserhaus zu ehren, wurde Claudius’ Name (jetzt Tiberius Claudius Nero Germanicus) nur am Rand eingeschrieben – hinter den verstorbenen Gaius und Lucius Caesar sowie den Kindern des Germanicus. In der Forschung wurde darüber spekuliert, dass die Inschrift Jahrzehnte später von Claudius selbst angebracht worden sein könnte.
Als Augustus im Jahre 14 n. Chr. starb, appellierte Claudius als 23-Jähriger an seinen Onkel Tiberius, ihm Eintritt in den cursus honorum, die politische Laufbahn, zu gewähren. Der neue Kaiser Tiberius verlieh Claudius zwar die ornamenta consularia (konsularische Ehrungen), vereitelte jedoch einen Senatsbeschluss, der Claudius das Recht gewähren sollte, sein Votum unter den Consularen abzugeben. Da Tiberius ihm ebenso wie Augustus kein öffentliches Amt zugestand, gab Claudius die Hoffnung auf eine öffentliche Tätigkeit auf und verbrachte Tiberius’ übrige Regierungszeit auf seinen Landgütern bei Rom und in Kampanien.
Trotz der Verachtung der kaiserlichen Familie scheint Claudius sehr früh in der Öffentlichkeit respektiert worden zu sein. Nach dem Tod des Augustus wählten die Equites Claudius mehrmals zu ihrem Repräsentanten. Als sein Haus niederbrannte, forderte der Senat, es aus öffentlichen Ausgaben wieder aufbauen zu lassen. Es gab sogar die Forderung, Claudius zu erlauben, im Senat zu debattieren. Obwohl Tiberius dies ablehnte, änderte sich die öffentliche Einstellung zu Claudius nicht. Unmittelbar nach dem Tod von Tiberius’ Sohn Drusus wurde Claudius von bestimmten Senatsfraktionen als möglicher Erbe benannt, was verdeutlicht, dass Claudius politische Ambitionen hatte, obwohl er vom öffentlichen Leben ausgeschlossen war. Tatsächlich wurde Claudius jedoch in seinen politischen Einflussmöglichkeiten weiter zurückgestellt.
Nach dem Tod des Tiberius bemerkte der neue Kaiser Caligula, dass sein Onkel Claudius politisch nützlich sein könnte. Er bestimmte ihn im Jahr 37 zu seinem Mitkonsul, um dabei an seinen verstorbenen Vater Germanicus zu erinnern. Trotzdem wurde Claudius auch von Caligula gedemütigt, der ihn verspottete, enorme finanzielle Summen von ihm forderte oder ihn vor dem Senat lächerlich machte.

## Der Prinzipat des Claudius

### Regierungsantritt
Am 24. Januar 41 wurde Caligula im Rahmen einer umfassenden Verschwörung, in die der Prätorianer Cassius Chaerea und zahlreiche Senatoren verwickelt waren, umgebracht. Es ist nicht erwiesen, ob Claudius am Attentat beteiligt war, obwohl er vom Komplott gewusst haben musste, vor allem, weil er kurz zuvor den Ort des Verbrechens verlassen hatte. Nach der Ermordung Milonia Caesonias, der Frau Caligulas, und ihrer Tochter war es offensichtlich nötig, über die Verschwörung hinaus die ganze kaiserliche Familie auszulöschen. In dem Chaos im Anschluss an den Mord an Caligula floh Claudius zum Palast, um sein Leben zu retten. Nach der Überlieferung versteckte sich Claudius hinter einem Vorhang, er wurde aber vom Prätorianer Gratus entdeckt und schließlich zum Kaiser ausgerufen. Ein Teil der Wache könnte vorher geplant haben, Claudius als künftigen Kaiser zu erwählen, möglicherweise sogar mit seiner Zustimmung. Diese Prätorianer versicherten ihm, dass sie nicht eines der Bataillone seien, die Rache suchten. Claudius wurde in das Lager der Prätorianer gebracht und unter ihren Schutz gestellt. Er maß der Schutzhaft im Prätorianerlager große Bedeutung bei und zeigte dies auch einige Zeit später in einer Münzprägung, die an diesen Vorgang erinnerte.

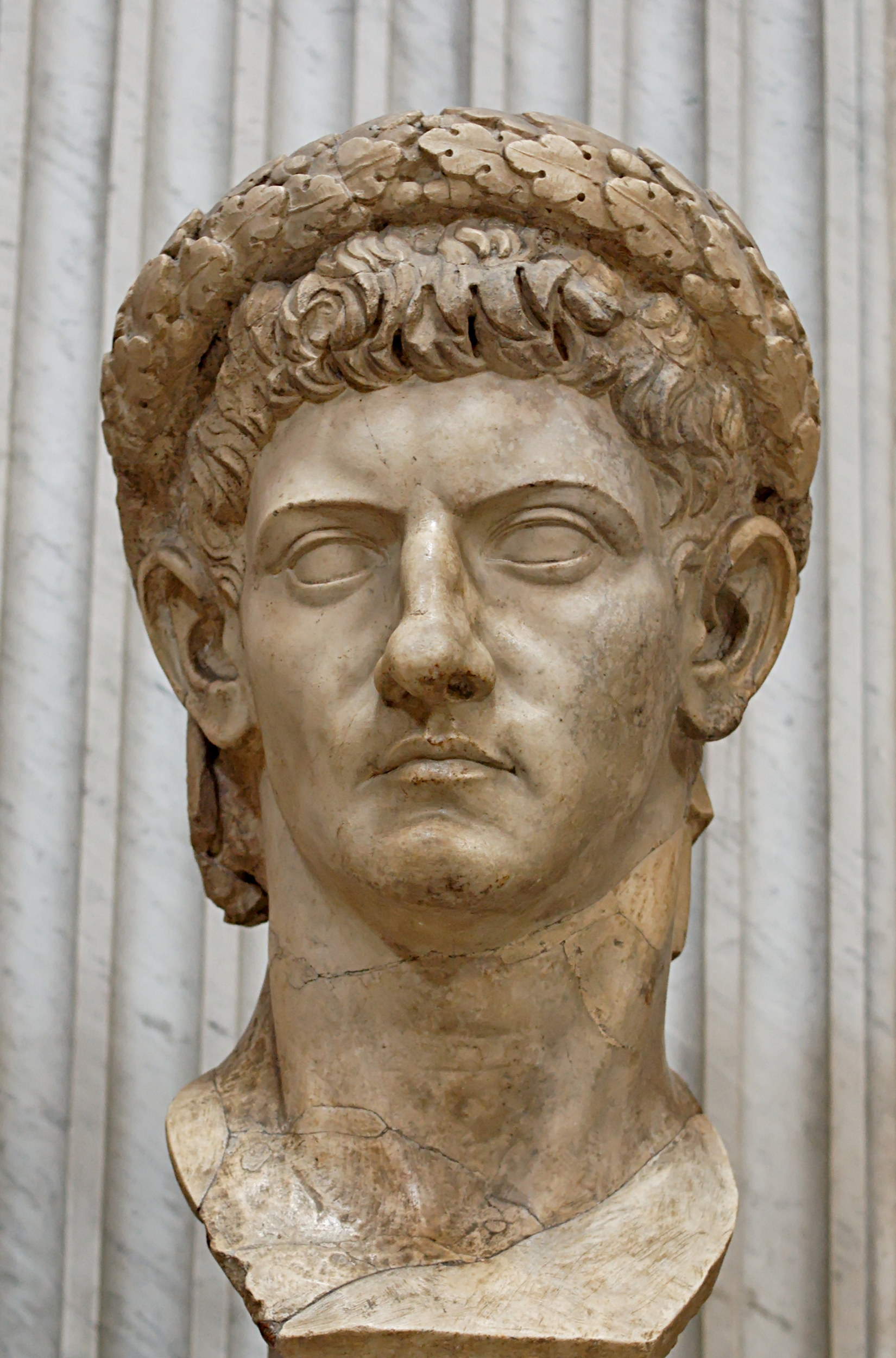
Büste des Claudius als Jupiter

Der Senat trat zusammen und begann über die neue Regierung zu beraten, was schließlich zu einem Streit führte, wer der neue Princeps sein solle. Im Senat gab es gar den Vorschlag, die restlichen Mitglieder des Kaiserhauses zu beseitigen und die Republik wiederherzustellen. Als die Senatoren erfuhren, dass Claudius in Frage komme, forderten sie ihn auf, ihnen seine Zustimmung mitzuteilen, aber Claudius lehnte dies ab, da er um die Gefahren wusste, die eine Einwilligung mit sich bringen würde. Der jüdische Historiker Flavius Josephus berichtet, dass Claudius in seinen Tätigkeiten durch den jüdischen König Herodes Agrippa beeinflusst wurde. Obwohl eine frühere Darstellung des Josephus den Einfluss des Herodes Agrippa bei der Thronbesteigung des Claudius herunterspielt, ist es letztlich ungewiss, in welcher Weise Claudius bei der Thronbesteigung von Agrippa unterstützt wurde. Claudius wurde von den Prätorianern als Imperator akklamiert. Schließlich stimmte der Senat am 25. Januar seiner Machtübernahme zu.
Eine darauffolgende Amnestie des Claudius, von der nur die unmittelbaren Mörder ausgenommen waren, schuf Voraussetzungen zum Abbau der Spannungen. Obwohl er nicht zuließ, dass der Senat die damnatio memoriae über Caligula verhängte, ließ er dennoch alle Statuen Caligulas beseitigen. Claudius erhielt mit der tribunicia potestas und dem imperium proconsulare unmittelbar nach Herrschaftsantritt die üblichen Rechte des Princeps.
Claudius unternahm zahlreiche Schritte, um seine Herrschaft gegenüber potenziellen Usurpatoren zu legitimieren, indem er den meisten einen Platz in der julisch-claudischen Familie zuwies. Er übernahm den Namen „Caesar“ als Cognomen, der immer noch große Bedeutung in der Bevölkerung hatte. Ebenso wie seine beiden Vorgänger nahm er den Namen „Augustus“ an. Den Ehrenbeinamen „Germanicus“ behielt er, um seine Verbindungen zum beliebten Bruder zu verdeutlichen. In seiner Politik versuchte er seine Legitimität durch demonstrative Anknüpfung an Augustus zu untermauern. So divinisierte er gleich nach seinem Regierungsantritt die im Jahre 29 verstorbene Livia, um ihre Position als Frau des vergöttlichten Augustus hervorzuheben. Oft verwendete er die Bezeichnung filius Drusi („Sohn des Drusus“) in seinen Titeln, um das Volk an seinen legendären Vater zu erinnern.
Claudius war der erste Princeps, der nicht vom Senat, sondern von der Prätorianergarde als Kaiser proklamiert wurde. Indem er jedem Mann der Garde ein Donativum von 15.000 Sesterzen versprach, war er auch der erste Kaiser, der sich durch Bestechung die Loyalität des Heeres sicherte. Da Tiberius und Augustus dem Heer in ihren Testamenten Geldgeschenke zugesagt hatten, wurden diese wohl auch nach dem Tod des Caligula erwartet, wenngleich die testamentarische Verfügung des Caligula dazu nicht bekannt ist. Claudius zeigte sich außerdem dankbar gegenüber den Prätorianern, indem er ihre Rolle bei der Kaisererhebung auf Münzen herausstellte.

### Verhältnis zum Senat
Obwohl der Senat Claudius nach seiner Akklamation durch die Prätorianer zunächst zum Staatsfeind erklärt hatte, bemühte sich Claudius, durch Entgegenkommen eine Zusammenarbeit zu ermöglichen. So beteiligte er den Senat demonstrativ an Entscheidungen, schaffte die verhassten Majestätsprozesse ab und behandelte die Senatoren bewusst wie Standesgenossen. Ebenso versuchte er durch höfliche Umgangsformen mit dem Senat dieses Ziel zu erreichen; so saß er während der regulären Sitzungsperioden unter den Senatoren und sprach nur, wenn er an der Reihe war. Viele Senatoren wurden von Claudius mit den ornamenta triumphalia ausgezeichnet. Die zahlreichen Suffektkonsulate sollten das Verhältnis zwischen ihm und den Senat entspannen, hierzu gehört auch ein zweites Konsulat an besonders wichtige Senatoren. So wurde Lucius Vitellius, der mit Claudius im Jahr 47/48 die Zensur übernahm, sogar dreimal Konsul. Die römischen Provinzen Macedonia und Achaea wurden dem Senat zurückgegeben. Der Senat durfte außerdem das erste Mal seit Augustus wieder Münzen mit Bronzeprägungen emittieren lassen.
Beim Ausschluss von Senatoren aus dem Senat war Claudius ebenso rücksichtsvoll wie Augustus, da er versuchte, die entlassenen Senatoren gleichzeitig durch geeignete Männer aus den Provinzen zu ersetzen. Eine 1528 in Lyon gefundene Bronzetafel enthält eine Rede des Claudius, in der er den Wunsch vorträgt, gallische Aristokraten in den Senat aufzunehmen. In dieser Rede – von Tacitus in einer bearbeiteten Version überliefert – äußert sich Claudius ehrfurchtsvoll, aber kritisch darüber, dass der Senat diese Provinzialen verachtete. Claudius erhöhte außerdem die Zahl der Patrizier, indem er als Reaktion auf ihre schwindende Anzahl in der adligen Gesellschaft weitere Familien hinzufügte. Hierin folgte er dem Vorbild von Lucius Iunius Brutus und Gaius Iulius Caesar.
Trotz dieser Maßnahmen blieben viele Senatoren Claudius gegenüber feindlich eingestellt. Diese Feindschaft war derart nachhaltig, dass Claudius den Senat nie ohne Schutztruppe betrat und sich gezwungen sah, den Senat zu reduzieren, um ein effektives Arbeiten zu ermöglichen. Der Hass vieler Senatoren fand ihren Ausdruck in Senecas Apocolocyntosis. Indem Claudius die Macht zunehmend zentralisierte, drängte der Kaiser den Senat aus seiner Machtposition und förderte stattdessen seine gut organisierte Reichsverwaltung. Dementsprechend wurde die Verwaltung Ostias einem Prokurator übergeben, nachdem der Hafen von Ostia vollendet worden war. Die Finanzpolitik wurde überwiegend ritterlichen Prokuratoren oder Freigelassenen übertragen, die er dafür ehrte. So erhielt sein Freigelassener Pallas die ornamenta praetoria, eine exklusive Würdigung, die Senatoren vorbehalten war. Diese Politik führte zu weiteren Verstimmungen in der Oberschicht, die argwöhnte, dass die Freigelassenen den Kaiser beherrschten.
Während der Herrschaft des Claudius gab es daher mehrere Putschversuche, in deren Folge zahlreiche Senatoren hingerichtet wurden. So wurde der Senator Gaius Appius Iunius Silanus unter unklaren Umständen zu Anfang der Herrschaft des Claudius hingerichtet. Kurz darauf kam es zu einer großen Rebellion der Senatoren unter der Leitung von Scribonianus, dem Statthalter von Dalmatien, der mit seinen zwei Legionen von Claudius abfiel. Der Aufstand brach allerdings nach wenigen Tagen zusammen, weil Scribonianus von seinen Truppen verlassen und auf der Flucht getötet wurde. Zahlreiche andere Senatoren wurden aus unterschiedlichen Gründen hingerichtet, manchmal in Zusammenhang mit Verschwörungen, manchmal wegen Intrigen und Kämpfen in der engeren Umgebung.

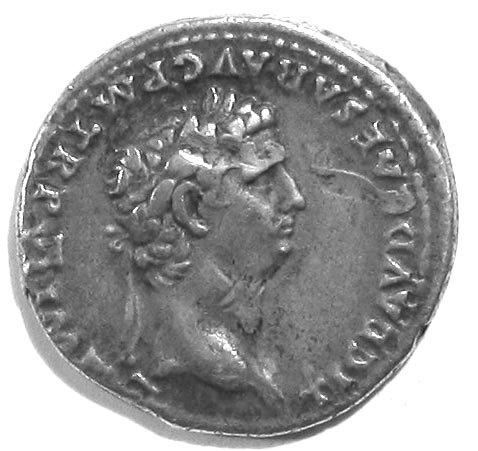
Silber-Denar des Claudius

Der Schwiegersohn des Claudius, Gnaeus Pompeius Magnus, wurde für seine Teilnahme an einer Verschwörung zusammen mit seinem Vater Crassus Frugi exekutiert. In ein anderes Komplott waren die Konsularen Lusius Saturninus, Cornelius Lupus und Pompeius Pedo verwickelt. Im Jahr 46 wurden Asinius Gallus, der Enkel des Gaius Asinius Pollio, und Statilius Corvinus wegen Verrats in die Verbannung geschickt, wobei zahlreiche Freigelassene des Claudius an der Intrige beteiligt waren.
Der Konsul Valerius Asiaticus wurde 47 beschuldigt, Verbindungen zu gallischen Potentaten aufgenommen zu haben, um gegen Claudius zu putschen. Im Schnellverfahren wurde er durch Publius Suillius Rufus vor Claudius angeklagt und verurteilt. Claudius gestand ihm die Wahl der Todesart zu, worauf Asiaticus sich die Pulsadern aufschneiden ließ. Die Anschuldigungen wurden von Claudius’ Ehefrau Messalina gestreut, da er nicht ihr Liebhaber werden wollte. Asiaticus war wohl an Caligulas Ermordung beteiligt und hegte vielleicht selbst Ambitionen auf den Kaiserthron. Claudius selbst könnte sich von ihm daher in seiner Macht bedroht gefühlt haben, so dass er ihn bei einer günstigen Gelegenheit beseitigen lassen wollte. In seiner Rede über die Gallier spricht Claudius ein Jahr später mit größter Verachtung über Asiaticus.

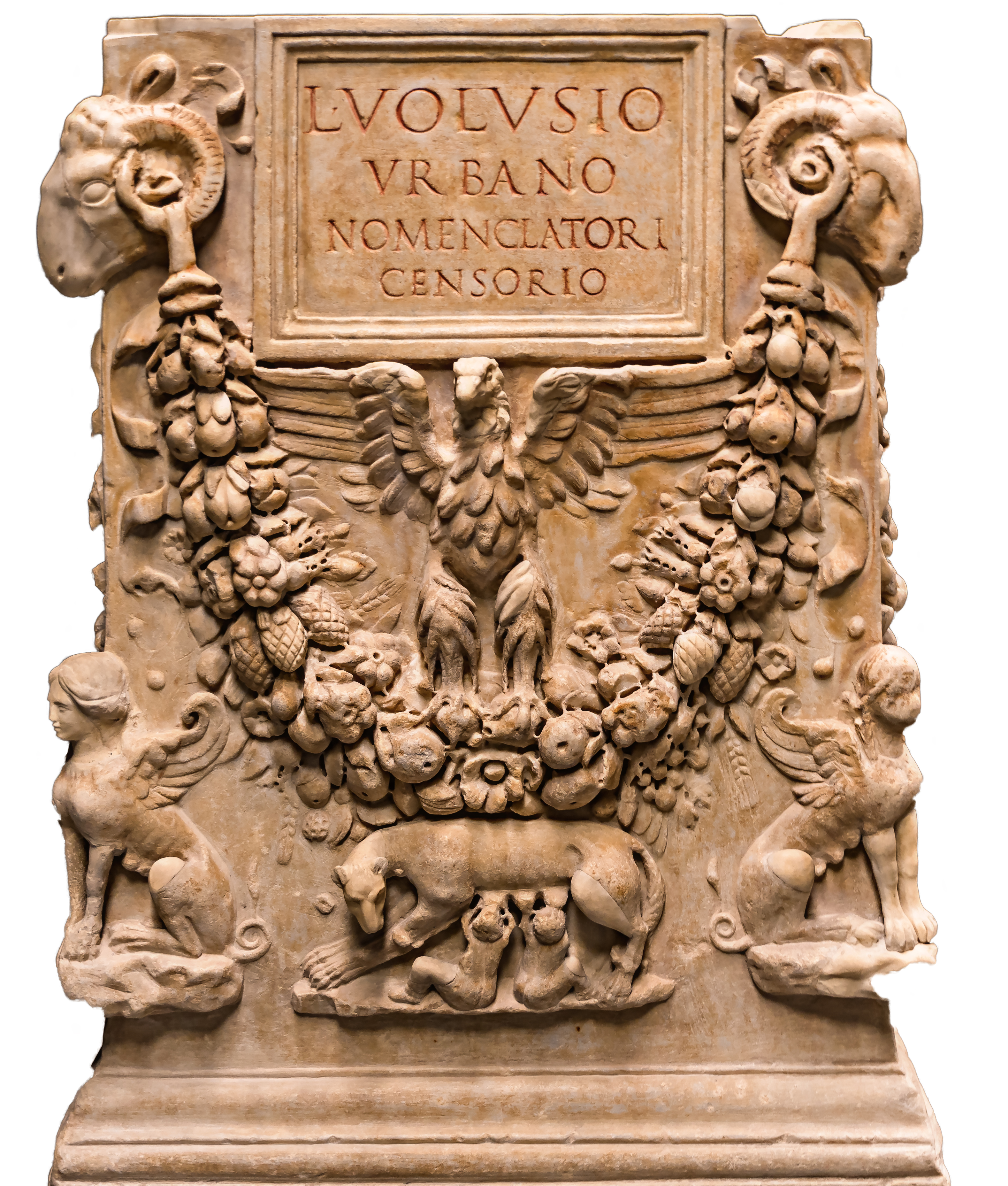
Grabstein des Freigelassenen Lucius Volusius (Urbanus), der wahrscheinlich um das Jahr 48/49 bei der Censur Claudius und seinem Kollegen Lucius Vitellius als Nomenclator gedient hatte

Die meisten dieser Verschwörungen erhoben sich, bevor Claudius Zensor wurde. Da er durch das Zensorenamt Senatoren aus dem Senat ausschließen konnte, dürfte er somit veranlasst gewesen sein, sich nun die senatorischen Parteinahmen genauer anzusehen. Suetonius berichtet, dass insgesamt 35 Senatoren und über 300 Ritter für ihr Handeln während der Regierung des Claudius hingerichtet worden seien. Die Ritter stellten im Verlauf des Prinzipats auch den größten Teil der Opfer. Die vielen Verschwörungen belasteten das Verhältnis zwischen Senat und Kaiser zusätzlich.

### Rechtspolitik
In seiner Regierungszeit machte Claudius die Gerichtsbarkeit zu einer der Hauptaufgaben des Prinzipats. Viele Rechtsangelegenheiten beurteilte er in seiner Amtszeit selbst. Als Richter soll Claudius unvorhersehbare und willkürliche, manchmal auch lächerliche Urteile gefällt haben. Zudem war er leicht beeinflussbar. Die Gerichtsferien verlegte er in den Winter. Claudius verabschiedete auch ein Gesetz, das die Kläger aufforderte, sich in der Stadt Rom aufzuhalten, während ihre Fälle in Bearbeitung waren, wozu vorher nur die Angeklagten verpflichtet waren. Diese Maßnahmen sollten dazu beitragen, die Prozessdetails besser klären zu können. Das Mindestalter für Geschworene wurde auf 25 angehoben, um zu gewährleisten, dass die Geschworenen möglichst erfahren waren. Im Jahr 53 wurde in den senatorischen Provinzen die Zivilgerichtsbarkeit in Steuerangelegenheiten von den Prokonsuln auf die kaiserlichen Prokuratoren übertragen.
Claudius gab zahlreiche Verordnungen heraus, die von medizinischen Ratschlägen bis zu moralischen Urteilen reichten. Bekannt sind die beiden Beispiele: „Eibensaft ist ein höchst wirksames Mittel gegen Schlangenbisse“ und „In diesem Jahr ist die Weinernte besonders reichlich, deshalb muss jedermann seine Weinkrüge gut auspichen.“ Berühmt ist sein Erlass über den Umgang mit erkrankten Sklaven. Die Sklavenhalter setzten kränkelnde Sklaven am Tempel des Aesculapius zum Sterben aus, allerdings wollten sie die Sklaven zurückhaben, wenn diese überlebten. Claudius verfügte, dass Sklaven, die sich wieder erholten, frei seien. Außerdem wurden Sklavenhalter, die Sklaven lieber töteten, als die Fürsorge für sie zu übernehmen, als Mörder verurteilt.

### Bürgerrechtspolitik
Ein Untersuchungsbeamter des Claudius entdeckte, dass viele angeblich alteingesessene römische Bürger mit Wohnsitz in der heutigen Stadt Trient in Wirklichkeit das Bürgerrecht gar nicht besaßen. Der Kaiser ließ daraufhin verlauten, dass sie künftig als Inhaber des Bürgerrechts gelten sollten, da eine Annullierung ihres Bürgerrechtsstatus größere Probleme verursacht hätte. Der Entschluss wurde in der Tabula Clesiana festgehalten. Allerdings bestrafte Claudius in Einzelfällen die widerrechtliche Anmaßung des Bürgerrechts schwer und sprach darauf die Todesstrafe aus. Auch wurde jeder Freigelassene, der überführt wurde, Angehörige des Ritterstandes in Leibeigenschaft zu halten, zur Bestrafung wieder in die Sklaverei verkauft.
Im Jahr 48 führte Claudius einen Zensus durch, bei dem 5.984.072 römische Bürger gezählt wurden, was einen Anstieg um eine Million gegenüber dem letzten von Augustus durchgeführten Zensus bedeutete. Diese erhöhte Bürgerzahl lässt sich daraus erklären, dass mehrere römische Kolonien mit Neubürgern gegründet wurden und die Verleihung des römischen Bürgerrechts an Provinziale intensiv gefördert wurde. Besonders die Gallier, Spanier, Griechen und auch die Britannier wurden mit dem römischen Bürgerrecht bedacht. Die zeitgenössische Kritik äußerte, dass Claudius wahllos und in gewaltigem Ausmaß Provinzialen das Bürgerrecht verliehen habe. Claudius berief sich bei Verleihungen zwar auf Augustus und Tiberius, nahm sie aber weit häufiger als seine Vorgänger vor. Im Westen wie im Osten trugen zahlreiche Personen den Namen Ti. Claudius. Ebenso scheint sich mit Claudius die Vergabe des Bürgerrechts an Auxiliarsoldaten nach 25 Jahren Dienst endgültig durchgesetzt zu haben, da die ersten Militärdiplome aus dem Jahr 52 stammen, in denen die Verleihung der civitas Romana dokumentiert wurde.

### Bautätigkeiten

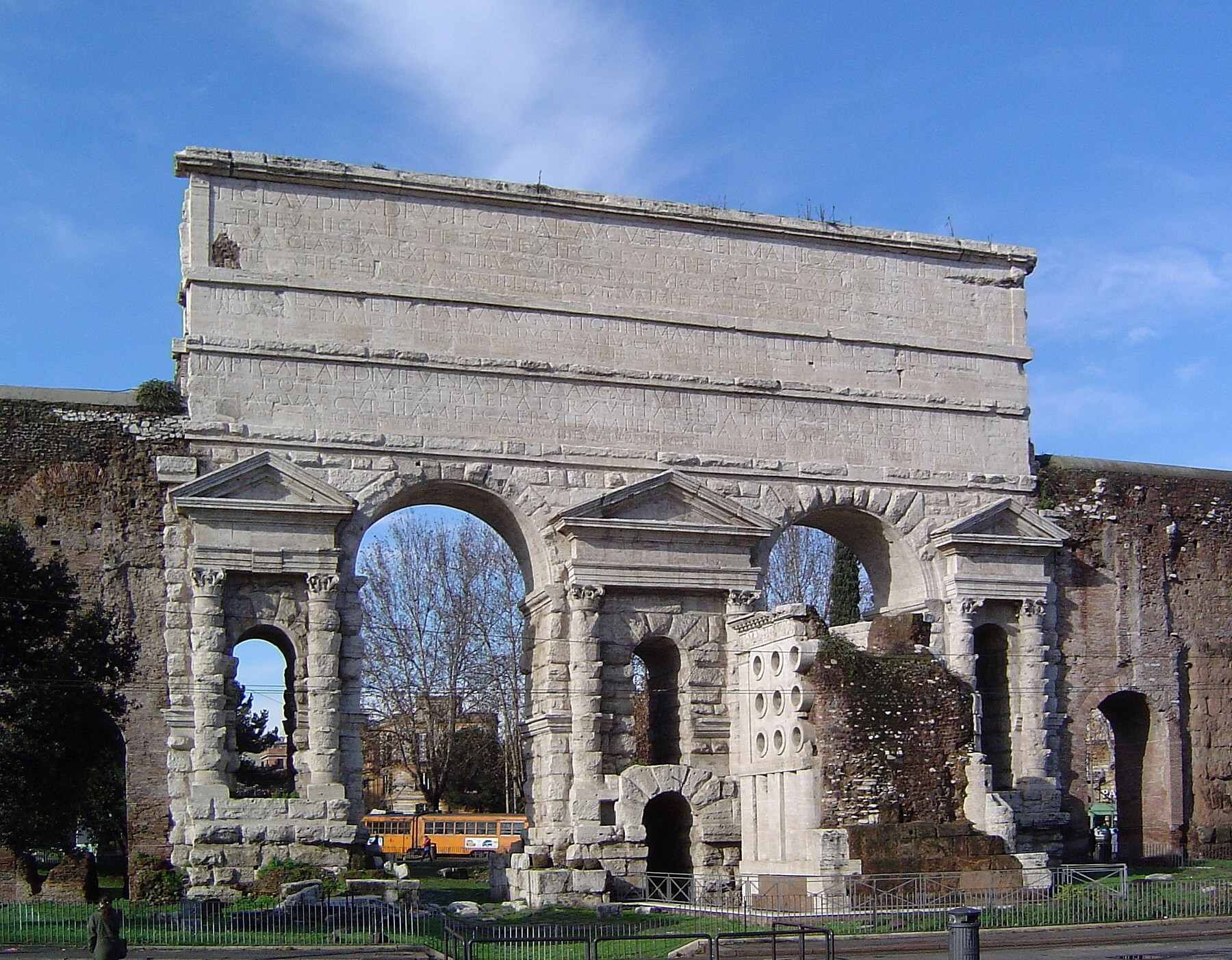
Die Porta Maggiore in Rom

In seine Herrschaftszeit fielen zahlreiche Hungersnöte im Reich, die durch einen Mangel an Weizen ausgelöst wurden. Claudius versuchte die landwirtschaftliche Produktion zu erhöhen und die für die Lebensmittelversorgung zuständigen Institutionen zu verbessern. Er entfaltete eine rege öffentliche Bautätigkeit, sowohl in der Hauptstadt als auch in den Provinzen. So besorgte er die Fertigstellung zweier Aquädukte: der von Caligula begonnenen Aqua Claudia und des Anio Novus. Beide wurden 52 n. Chr. in Rom vollendet; sie trafen sich an der Porta Maggiore. Außerdem stellte Claudius mit der Aqua Virgo einen dritten Aquädukt wieder her.
Besondere Aufmerksamkeit widmete der Kaiser den Verkehrswegen. In ganz Italien und den Provinzen ließ er Straßen und Kanäle bauen. In Italien wurde die Verbindung nach Raetia ausgebaut, während zur Adria hin die via Claudia angelegt wurde. In Rom baute er einen schiffbaren Kanal, der den Tiber mit seinem neuen Hafen Portus Romae verbinden sollte. Diese Hafenstadt wurde in einem Halbkreis mit zwei Molen und einem Leuchtturm an der Öffnung des Hafenbeckens konstruiert. Die künstliche Anlage sollte die Überschwemmungen in Rom eindämmen, aber auch der besseren Getreideversorgung dienen. Zusätzlich sollte der neue Hafen den Getreidehändlern ermöglichen, auch außerhalb der Schifffahrtssaison nach Ägypten zu reisen. Neben dem Hafenbau sollte eine verlässlichere Getreideversorgung auch durch eine an Großhändler und Reeder gerichtete Anreizpolitik erreicht werden. Der Beginn des Hafenbaus wird gewöhnlich von der Forschung in das Jahr 42 datiert. Die Maßnahmen für eine bessere Getreideversorgung werden nicht mehr als Reaktion auf die Volksunruhen gegen den Kaiser in das Jahr 51 eingeordnet, sondern nach neuerer Sichtweise in einem Zusammenhang mit dem Hafenprojekt datiert. Durch die Datierung zu Beginn seiner Regierungszeit erscheint Claudius als politisch um- und weitsichtiger Herrscher. Den Seeleuten garantierte Claudius besondere Privilegien, wie das Bürgerrecht und die Befreiung von der Lex Papia Poppaea, einem Gesetz, das die Heirat regulierte. Außerdem schaffte Claudius die von Caligula eingeführte Nahrungsmittelsteuer ab und verringerte die Steuern für Gemeinden, die von Dürre oder Hunger betroffen waren.
In Italien versuchte er die Gesamtfläche des anbaufähigen Landes zu erhöhen, unter anderem durch die Trockenlegung des Fuciner Sees – ein Projekt, das bereits Gaius Iulius Caesar in Angriff genommen hatte. Dazu legten 30.000 Arbeiter in elf Jahren andauernder Tätigkeit einen Entwässerungskanal an, der den Monte Salviano mittels eines Tunnels unterquerte. Da Tunnel und Kanal nicht hinreichend groß konzipiert waren, um die anfallenden Wassermengen gänzlich abzuführen, war der Versuch, den größten Binnensee Italiens in Ackerland umzuwandeln, nur zu einem geringen Teil erfolgreich. Auch die unter Trajan sowie Hadrian und im Mittelalter von Kaiser Friedrich II. durchgeführten Erweiterungen von Kanal- und Tunnelsystem führten nicht zur Trockenlegung. Diese gelang erst Alessandro Torlonia im 19. Jahrhundert, dessen Tunnelanlage dreimal so groß wie von Claudius geplant war.
Die Bauten von Staatsdenkmälern unter Claudius weisen im Vergleich zu seinen Vorgängern zwei Änderungen auf. Zum einen finden sich an verschiedenen Orten sehr viel aufwändigere Denkmäler mit reichem Reliefschmuck als früher und zum anderen erscheint der Kaiser besonders häufig mit Augustus verbunden. Da es für Claudius wichtig war, sich dynastisch zu legitimieren, stellte er sich bewusst in die Nachfolge des Augustus.

### Religionspolitik
In seiner Religionspolitik orientierte Claudius sich an Augustus. Im Gegensatz zur Selbstvergötterung seines Vorgängers Caligula war Claudius maßvoll und umgänglich in seinem Auftreten und lehnte alle übertriebenen Huldigungen ab. Für sich selbst beanspruchte Claudius lediglich die üblichen Amtstitel. Auch bei der Förderung von Kulten sah er Augustus als sein Vorbild an und teilte mit ihm dementsprechend die Vorliebe für Altrömisches. Ähnlich wie Augustus lehnte Claudius es zwar grundsätzlich ab, als Gott verehrt zu werden, erlaubte aber genauso viele Ausnahmen, wie Augustus und Tiberius dies getan hatten. In seinem Brief an die Alexandriner kurz nach seiner Thronbesteigung vom 10. November 41 verweigerte er eine Anfrage der alexandrinischen Griechen, seiner Göttlichkeit einen Tempel zu widmen, da er der Auffassung war, dass nur Götter neue Götter auswählen könnten. Damit rückte er von der Selbstvergötterung Caligulas ab, die zu massiven Konflikten zwischen Juden und Griechen geführt hatte.
Auch einige alte Feste wurden von Claudius wieder eingeführt, während diejenigen religiösen Feiern, die Caligula hinzugefügt hatte, aufgehoben und stattdessen alte Bräuche und Sprachen wieder reaktiviert wurden. Claudius ließ die Säkularspiele im Jahre 47 zum 800. Geburtstag des Bestehens der Stadt Rom abhalten – nur 64 Jahre, nachdem sie zum letzten Mal stattgefunden hatten und zwar mit der Begründung, dass Augustus seine Säkularfeier vorzeitig veranstaltet habe und ohne den sakralrechtlich festgelegten Zeitpunkt abzuwarten. Im Jahr 52 ließ Claudius auf dem Fuciner See eine Naumachie veranstalten, die als die größte Inszenierung einer Seeschlacht in der Geschichte gilt.
Claudius war wegen der Ausbreitung orientalischer Mysterienreligionen innerhalb der Stadt Rom beunruhigt und versuchte sie durch römische Kulte zu ersetzen. So förderte er die Mysterien von Eleusis, die während der römischen Republik abgehalten worden waren. Seine konservative Religionspolitik zeigte sich auch an der Vertreibung fremder Astrologen, wobei er als Ersatz in Gestalt der Haruspices alte römische Wahrsager rehabilitierte. Besonders energisch ging er mit einem Verbot gegen das Druidentum vor. Über die Gründe für dessen Unterdrückung kann bis heute nur spekuliert werden. Proselytismus bekämpfte Claudius bei jeder Religion, auch in Gegenden, wo er den Urbewohnern erlaubte, frei zu beten.
Die Quellen berichten von verschiedenen Maßnahmen des Claudius gegenüber den in Rom lebenden Juden: Laut Cassius Dio hatte ihre Anzahl zu Beginn der Amtszeit des Claudius (41) so sehr zugenommen, dass sie nicht ohne Tumult hätten ausgewiesen werden können. Daher habe Claudius sie – im Gegensatz zur Ausweisung der Juden unter Tiberius im Jahr 19 – nicht vertrieben und ihnen ihre Lebensweise gelassen, aber ihre Versammlungen verboten. Laut Sueton vertrieb Claudius die Juden aus Rom, die auf Chrestus’ Anstiften beständig Unruhe verursacht hätten. Diese Maßnahme fand laut dem christlichen Geschichtsschreiber Orosius (Anfang 5. Jahrhundert), der sich auf Flavius Josephus beruft, im neunten Regierungsjahr des Claudius statt und wird daher meist in das Jahr 49 datiert. „Chrestus“ („der Nützliche“) war ein geläufiger Sklavenname, Sueton bezog sich hier jedoch wahrscheinlich unwissentlich auf einen Konflikt unter Juden in Rom um den Glauben von Judenchristen an Jesus Christus. Weil die römischen Herrscher damals Juden und Christen noch nicht unterscheiden und ihren Konflikt nicht befrieden konnten, ließ Claudius sie nun gemeinsam vertreiben.
Die Aufstände in Alexandrien zwischen Juden und Griechen in seiner frühen Regierungszeit versuchte er durch einen Befriedungsversuch zu beschwichtigen, indem er einerseits der jüdischen Bevölkerung das alexandrinische Bürgerrecht verweigerte, sie andererseits jedoch vor den Übergriffen der Alexandriner schützte und beide Seiten zum Gewaltverzicht aufrief. Ferner bestätigte er Privilegien für alle jüdischen Gemeinden. Nach Josephus versicherte er den Juden im ganzen römischen Reich dieselben Rechte und Freiheit wie allen anderen Juden im Reich.

### Expansion und Provinzialpolitik

Das Römische Imperium zur Zeit des Claudius

Schon zu Beginn der Herrschaft des Claudius wurde das römische Reich erstmals seit der Regentschaft des Augustus wieder ausgedehnt. Thrakien, Mauretanien, Noricum, Pamphylien, Lykien wurden in das römische Reich eingegliedert und gelangten unter kaiserliche Verwaltung. Claudius gab Judäa mit Herodes Agrippa I. wieder einen König; nach dessen Tod wurde das Land aber im Jahr 44 zur Provinz gemacht und unter einen Prokurator gestellt. Obwohl der römische Einfluss an der Ostgrenze geschwächt wurde, kam es in Armenien und Parthien zu keinerlei militärischen Aktivitäten. Die Absetzung des Königs des Bosporanischen Reiches, Mithridates, brachte die ganze Region in Unruhe, bis Mithridates selbst im Jahre 49 entscheidend geschlagen wurde. Die Einsetzung des parthischen Prinzen Meherdates, der als Geisel in Rom gelebt hatte, erwies sich als Fehlschlag. Auch in Germanien blieben militärische Aktivitäten aus. So erlaubte Claudius dem Befehlshaber des niedergermanischen Heeres, Domitius Corbulo, weder auf der rechten Rheinseite gegen Germanenstämme militärisch vorzugehen noch dort Truppen zu stationieren. Auch bei den Kämpfen um die Herrschaft im Suebenreich sah Claudius von einer Intervention ab.
Für die militärischen Erfolge während seiner Regierungszeit nahm der unsoldatische Claudius insgesamt 27 Imperatorenakklamationen an, wobei diese Zahl nur noch von dem römischen Kaiser Constantin II. überschritten wurde.

### Eroberung Britanniens

Fundorte von Münzen des Kaisers Claudius

Die bedeutendste Expansion des römischen Reiches zu dieser Zeit war jedoch die Eroberung Britanniens. Schon unter Caligula wurde eine Invasion erwartet, sie bedurfte jedoch längerer Vorbereitung, weil dafür zahlreiche Einheiten, wie Legionen und etwa 20.000 Mann starke Hilfstruppen, zusammengezogen werden mussten, ohne dadurch andere Regionen zu schwächen. Der aktuelle Anlass waren Unruhen im Süden der Insel, wo die Catuvellauni mehrere Nachbarstämme attackierten und den Atrebaten-Fürsten Verica veranlassten, bei den Römern Schutz zu suchen. Als andere Ursache gilt das Verlangen des Claudius, durch eine außergewöhnliche militärische Aktion sein Ansehen beim römischen Heer zu steigern. Neben diesen Gründen könnten auch irrige Vorstellungen von Topographie, Bodenschätzen und wirtschaftlichen Möglichkeiten der Insel eine Rolle gespielt haben. Außerdem war Britannien ein sicheres Rückzugsgebiet für gallische Rebellen. Im Jahr 43 wurde Aulus Plautius von Claudius mit vier römischen Legionen nach Britannien („Britannia“) geschickt. Claudius selbst brachte nach der Beendigung der Anfangsoffensive Verstärkung und Elefanten mit. Nach 16 Tagen auf der Insel und der Eroberung von Camulodunum verließ Claudius die neue Provinz. Der Senat bewilligte ihm dafür einen Triumphzug – eine Ehrung, die inzwischen de facto nur noch der kaiserlichen Familie zustand. Den Siegertitel „Britannicus“ lehnte Claudius für sich ab und gab ihn seinem Sohn. Als der britische König Caratacus nach langjährigem Widerstand im Jahre 51 gefangen genommen wurde, ließ Claudius Milde walten: Caratacus verbrachte sein weiteres Leben auf einem Landgut, das ihm vom Römischen Reich zur Verfügung gestellt wurde – ein ungewöhnliches Ende für einen feindlichen Heerführer, aber sinnvoll, um die Briten zu befrieden. Unter Claudius erlebte Gallien eine blühende Entwicklung der Wirtschaft; der Straßen- und Städtebau spielte eine wichtige Rolle für den Handel. Ausschlaggebend hierfür war der britannische Feldzug, da Gallien Ausgangspunkt für den Feldzug war und Hilfstruppen bereitstellte.

## Der Kaiserhof

### Freigelassene

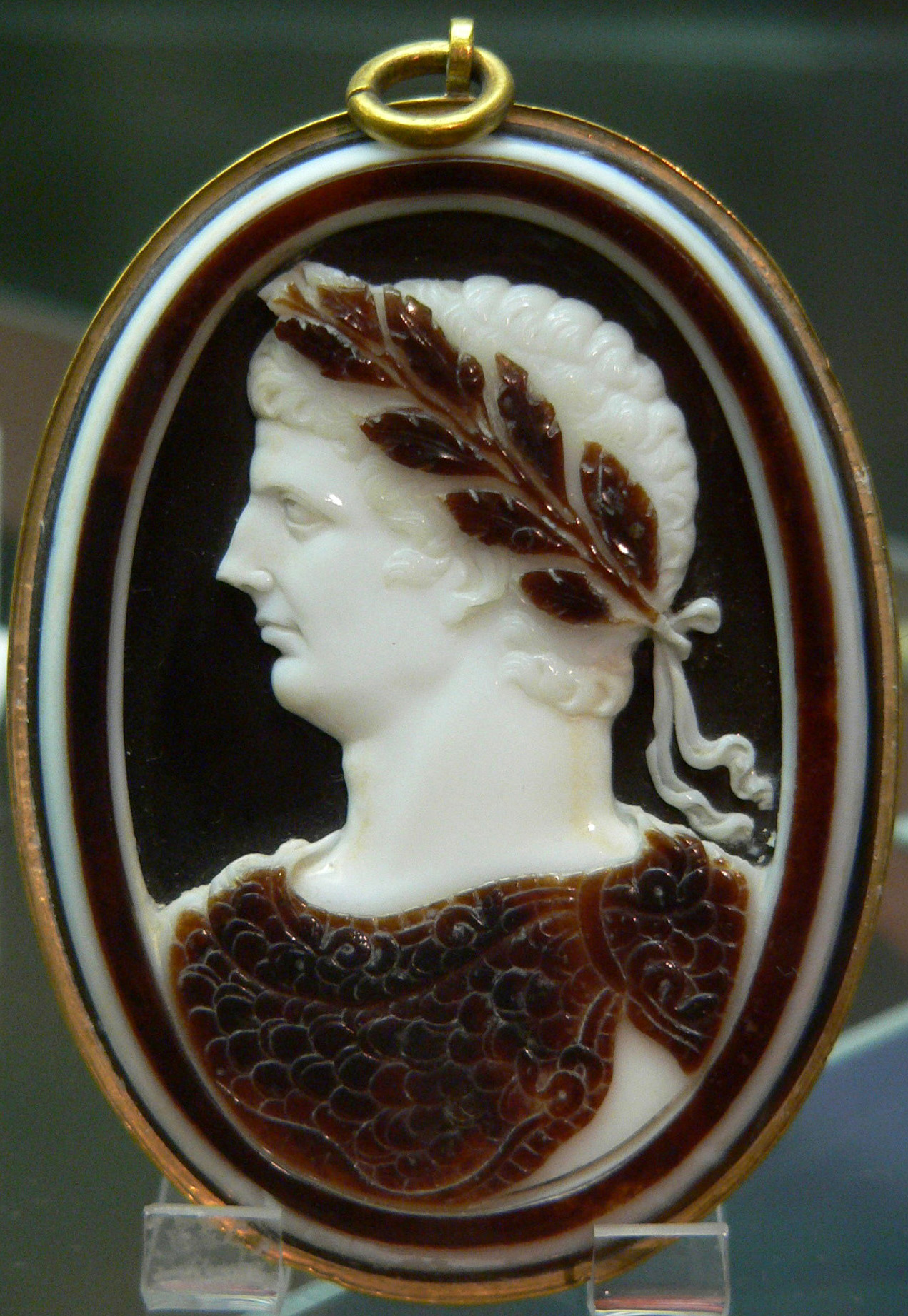
Eine Kamee von Claudius

Claudius war der erste Kaiser, der eine eigene Verwaltung organisierte. Obwohl er keine gesetzlichen oder formalen Innovationen einführte, wurde der Kaiserhof erstmals in der Praxis das exekutive Zentrum der Verwaltung. Die persönlichen Angelegenheiten vertraute der Kaiser weder den Senatoren noch den Rittern an, sondern den Freigelassenen, die Staatsbeamte geworden waren. Dadurch konnte der Kaiser seine Unabhängigkeit von beiden Gruppierungen, dem Senat und der Ritterschaft, absichern und seine Macht in den Provinzen ausweiten. Das Sekretariat wurde in Büros eingeteilt, die unter der Führung eines Freigelassenen standen. Narcissus war als Sekretär zuständig für den Briefverkehr. Pallas erhielt das Amt des Sekretärs für Finanzen (‚a rationibus'). Callistus wurde Sekretär für die Justiz. Es gab ein viertes Büro für verschiedene Angelegenheiten, das Polybius führte, bis er wegen Verrats hingerichtet wurde. Dass Narcissus anstelle des Claudius sich vor der Eroberung von Britannien an die Truppen wendete, zeigt, dass die Freigelassenen für den Kaiser wichtige Aufgaben übernehmen konnten. Die Senatoren waren entsetzt, dass solch wichtige Positionen, die sie früher innehatten, sich nun in den Händen von Freigelassenen befanden. Durch ihren Einfluss auf die Finanzen, die Briefe und die Gesetze war es anscheinend nicht sehr schwierig, den Kaiser zu beeinflussen. Daher erhoben die antiken Historiker den Vorwurf, Claudius sei zu stark von seinen Freigelassenen abhängig. Andererseits sollen sie sich loyal gegenüber Claudius verhalten haben. Er war in gleicher Weise verständnisvoll zu den Freigelassenen und gab ihnen das Vertrauen in der Politik, wo er ihren Rat brauchte. Wenn sie jedoch verräterische Neigungen zeigten, wurden sie von Claudius bestraft, wie es das Beispiel von Polybius zeigt. Unabhängig vom Umfang ihrer politischen Stärke konnten die Freigelassen großen Reichtum anhäufen. Plinius der Ältere bemerkt, dass einige von ihnen reicher waren als Crassus, der zur Zeit der Römischen Republik der reichste Mann war.

### Frauen

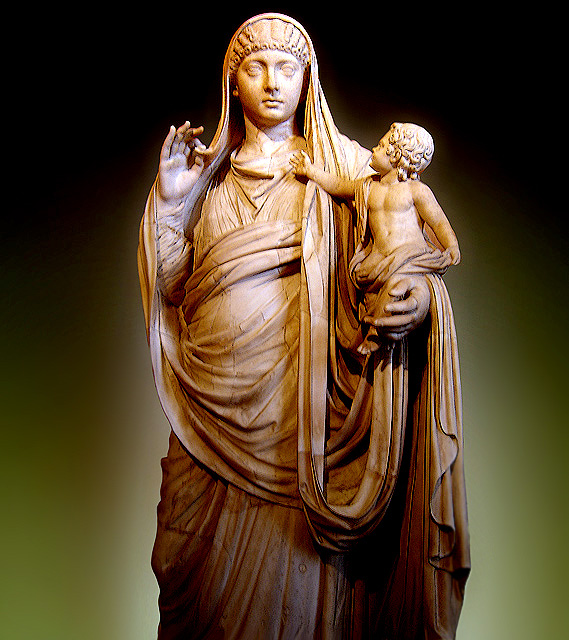
Messalina mit ihrem Sohn Britannicus

Edward Gibbon schreibt, dass Claudius’ Liebesleben ungewöhnlich für einen höherklassigen Römer war, da er weder der Päderastie verfallen noch homosexuell war. Gibbons Ansicht basierte auf der Aussage von Sueton, nach der Claudius eine große Leidenschaft für Frauen hatte, aber kein Interesse für Männer hegte. Sueton und die anderen Historiker nutzten sein Liebesleben gegen ihn. Sie beschuldigten ihn, dass seine Frauen wesentlichen Einfluss auf ihn ausübten.
Claudius war als junger Mann zweimal verlobt, in beiden Fällen kam eine Ehe nicht zustande. Die erste Verlobung mit seiner 12-jährigen Cousine Aemilia Lepida wurde aufgelöst, als ihre Mutter 8 n. Chr. bei Augustus in Ungnade fiel. Die zweite Verlobung mit Livia Medullina endete mit dem plötzlichen Tod der Braut kurz vor der Hochzeit.
Verheiratet war Claudius viermal. Seine erste Ehe schloss er mit Plautia Urgulanilla, einer Enkelin von Livias Vertrauter Urgulania. Während ihrer Verbindung wurde Claudius Drusus geboren. Kurz nach seiner Verlobung mit der Tochter des Seianus starb Drusus schon im Kindesalter an Erstickung. Später trennte sich Claudius von Urgulanilla wegen Ehebruchs und Verdachts der Ermordung ihrer Schwägerin Apronia. Als Urgulanilla nach der Scheidung eine Tochter namens Claudia gebar, lehnte Claudius das Kind ab, da der Vater einer der Freigelassenen war.
Wahrscheinlich im Jahr 28 heiratete Claudius mit Aelia Paetina eine Verwandte des Seianus. Mit ihr hatte er die Tochter Claudia Antonia. Im Jahr 31 trennte er sich von ihr, vermutlich im Zusammenhang mit dem Sturz des Seianus. Noch vor seinem Herrschaftsantritt (etwa 39/40 n. Chr.) heiratete er die 14-jährige Valeria Messalina. Sie gebar Claudius zwei Kinder: im Jahre 40 die Tochter Claudia Octavia und kurz nach Claudius’ Herrschaftsantritt im Jahre 41 den Sohn Tiberius Claudius Germanicus, der als Britannicus bekannt wurde. Die antiken Quellen beschreiben Messalina als Nymphomanin, die Claudius ständig untreu war. Angeblich versuchte Messalina sogar mit einer Prostituierten zu konkurrieren und wollte seine Politik für ihre Zwecke ausnutzen, um Reichtum anzuhäufen. Im Jahr 48 heiratete sie in einer öffentlichen Zeremonie ihren Liebhaber Gaius Silius, während Claudius in Ostia war. Die Quellen sind in sich widersprüchlich darüber, ob sie vom Kaiser geschieden worden war oder nicht und ob sie die Absicht hatte, sich des Thrones zu bemächtigen. Der Claudius-Biograph Vincent Scramuzza meint, Silius habe Messalina überzeugt, dass Claudius zum Scheitern verurteilt sei und dass die Verbindung ihre einzige Hoffnung sei, ihre Position zu halten und ihre Kinder zu schützen, denn Agrippinas Bestrebungen, ihren Sohn Lucius Domitius Ahenobarbus (den späteren Nero), den einzigen Enkel des Germanicus, auf den Thron zu haben, seien schon zu diesem Zeitpunkt zu erkennen gewesen. Nach Tacitus könnte Claudius durch seine fortwährende Tätigkeit als Zensor („Sittenwächter“) davon abgehalten worden sein, die Affäre öffentlich zu rügen. Silius und Messalina und die meisten Personen aus ihrem Bekanntenkreis ließ Claudius 48 hinrichten. Claudius gab den Prätorianern das Versprechen, dass sie ihn umbringen dürften, wenn er jemals wieder heiraten würde.
Trotz dieser Erklärung heiratete Claudius erneut. Nachdem er kurz überlegt hatte, seine zweite Frau noch einmal zu ehelichen oder die kinderlose Lollia Paulina, die Witwe seines Vorgängers zu heiraten, fiel die Wahl auf Agrippina die Jüngere, die aufgrund ihrer weiblichen Reize Claudius für sich gewann. Wahrscheinlich war es aber auch eine Heirat aus politischen Gründen. Der Putsch des Silius machte durchaus die schwache Position des Claudius deutlich. Seine Position wurde auch dadurch labiler, dass Claudius keinen erwachsenen Erben hatte, denn Britannicus war noch ein Knabe. Agrippina war die Urenkelin des Augustus und brachte mit ihrem elfjährigen Sohn einen weiteren Kaisernachfolger mit in die Ehe. Dieser war einer der letzten männlichen Nachkommen der kaiserlichen Familie. Da Agrippina Claudius’ Nichte war, wurden durch Senatsbeschluss generell Verbindungen zwischen Onkel und Nichte nicht mehr als Inzest angesehen. Vincent Scramuzza argumentiert, dass der Senat die Ehe durchsetzte, um den Streit zwischen Juliern und Claudiern zu beenden. Der Streit ging auf die Aktionen Agrippina der Älteren gegen Tiberius zurück, die letztgenannten für den Tod des Germanicus verantwortlich machte. Agrippina bekam Ehrenrechte und faktische Macht zuerkannt, wie keine Frau eines Princeps zuvor. So erhielt sie den Namen Augusta, und ihr Porträt erschien auf römischen Reichsmünzen. Von Anfang an bereitete Agrippina zielstrebig die Thronfolge ihres Sohnes vor. Der Philosoph Seneca wurde aus diesem Anlass aus seinem Exil auf Korsika zurückgerufen und zu Neros Erzieher ernannt.

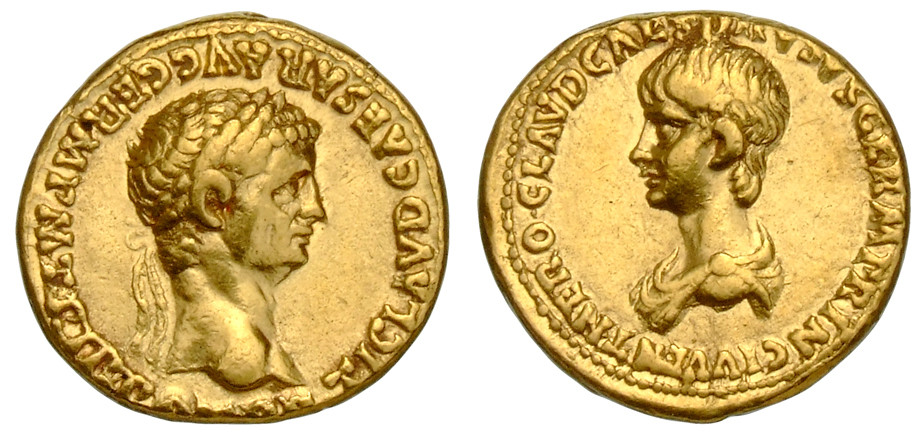
Goldmünze (Aureus) des Claudius der Jahre 51–54 n. Chr. mit dem Porträt des Kaisers auf der Vorderseite und dem seines adoptierten Stiefsohns Nero auf der Rückseite

Am 25. Februar 50 wurde Domitius von Claudius adoptiert und hieß fortan Nero Claudius Caesar Drusus Germanicus. 53 wurde Nero mit Claudius’ Tochter Octavia verheiratet. Durch die Zuerkennung politischer Rechte wurde er deutlich als Nachfolger hervorgehoben. Dieses Verhalten hatte Tradition in der römischen Monarchie. So hatte Tiberius seinen Großneffen Caligula und seinen Enkel Tiberius Gemellus als Nachfolger herausgestellt. Damit wurde die aus der Zeit der Republik stammende Tradition fortgeführt, einen Erwachsenen oder Heranwachsenden zu adoptieren, wenn kein natürlicher Erbe vorhanden war. Es wurde vermutet, dass Claudius außerdem einen seiner Schwiegersöhne adoptierte, um seine eigene Herrschaft zu schützen, denn andernfalls hätten mögliche Usurpatoren versuchen können, die Herrschaft an sich zu reißen.

## Gelehrtentätigkeit

Die Buchstaben des Claudius

Claudius war die meiste Zeit seines Lebens schriftstellerisch tätig. Arnaldo Momigliano erläutert, dass es während der Regentschaft des Tiberius, die den Höhepunkt der literarischen Tätigkeit des Claudius darstellte, politisch unklug war, über das republikanische Rom zu sprechen. Jüngere Autoren neigten eher dazu, die neue Ordnung zu beschreiben oder über unklare altertümliche Themen zu schreiben. Claudius war einer der wenigen Gelehrten, die beides abdeckten. Neben der Geschichte über die Herrschaft des Augustus in insgesamt 43 Büchern, die vor allem von Seiten seiner Mutter und Großmutter häufig zu Anfeindungen führte, waren seine Hauptarbeiten 20 Bücher über die Geschichte der Etrusker und acht Bücher über die Geschichte Karthagos sowie eine Abhandlung über das Würfelspielen, das er sehr liebte. Obwohl er die Behandlung der Kaiserzeit generell mied, verfasste er eine von großer Belesenheit zeugende Verteidigungsschrift für Cicero bezüglich der Strafen gegen Asinius Gallus.
In der modernen Forschung gibt es zahlreiche Vermutungen, warum Claudius sich gerade diese Themen ausgesucht hat. Momigliano meint, dass das Interesse an Karthago gekoppelt sei an die Erinnerung der großen Zeit Roms. Barbara Levick sieht in Claudius einen Außenseiter, der deshalb gerne Außenseiter-Themen wählte, als Form des Eskapismus durch die Beschäftigung mit fernen und überdies romfeindlichen Völkern. Dabei gilt Claudius als der erste, der eine speziell karthagische Landesgeschichte verfasst hat.

Neben seinen schriftstellerischen Tätigkeiten plante er eine Reform des Lateinischen Alphabets durch Hinzufügung dreier neuer Buchstaben. Der erste – Ɔ (antisigma) – entsprach einem gespiegelten lunaren Sigma und stand sehr wahrscheinlich für den Lautwert des griechischen Psi. Der zweite – Ⅎ (digamma inversum) – war dem archaischen griechischen Digamma nachempfunden, jedoch gedreht; er sollte zur Kennzeichnung des Lautes [⁠v⁠] im Gegensatz zu [⁠u⁠] und [⁠w⁠] (durch den Buchstaben V) dienen. Der dritte – Ⱶ – ähnelte einem halben H und diente für den Laut zwischen [⁠u⁠] und [⁠i⁠], analog zum griechischen Ypsilon. Die Reform führte er während seiner Zensorschaft ein, doch sie konnte sich nicht durchsetzen. Da das klassische Latein ohne Wortabstand geschrieben wurde, versuchte er, die alte Sitte des Setzens von Punkten zwischen den Wörtern wieder einzuführen.
Schließlich verfasste er noch eine achtbändige Autobiographie, die von Sueton als „unpassend, aber stilvoll“ bezeichnet wurde. Keines dieser Werke ist erhalten geblieben. Der Verlust der Erkenntnisse, die die Werke des Claudius enthalten haben müssen, wird zu den schwersten Verlusten in der antiken Geschichtsschreibung gezählt. Die Autobiographie des Claudius wird von Sueton einmal zitiert, er dürfte sie häufig als Quelle herangezogen haben. Plinius der Ältere, der ihn öfters zitiert, reiht ihn unter die bedeutendsten Gelehrten seiner Zeit ein.

## Tod
Mit Ausnahme des Josephus, der zeitlich nächsten Quelle, der von einem bloßen Gerücht spricht, stellen alle Schriftsteller die Ermordung des Claudius durch ein vergiftetes Pilzgericht als gewiss hin, wobei Tacitus allerdings auffälligerweise nicht selbst die Urheberschaft für diese Version übernimmt, sondern sich auf ungenannte „Geschichtsschreiber jener Zeit“ beruft. Fest steht: Claudius starb in den frühen Stunden des 13. Oktober 54. Allerdings unterscheiden sich die Darstellungen über den konkreten Vorgang sehr stark. Einerseits wird überliefert, dass Claudius’ Vorkoster, der Eunuch Halotus, ihm das Gift unter das Essen habe mischen lassen, oder dass die Schuld bei Gaius Stertinius Xenophon, seinem Leibarzt, zu suchen sei. Dieser soll von Agrippina bestochen worden sein und den Kaiser daraufhin mit einer Pfauenfeder, an deren Spitze sich Gift befand, getötet haben. Möglicherweise war, so Tacitus, die berüchtigte Giftmischerin Lucusta an der Vergiftung des Claudius beteiligt. Einige behaupten, dass er an einer Vergiftung durch eine einzige Dosis starb, während andere wiederum erläutern, Claudius habe die vergiftete Speise erbrochen, und man habe ihm nochmals Gift zugeführt. Der Überlieferung zufolge soll Claudius aufgrund der Vergiftung auch Durchfallsymptome gehabt haben. Seneca verfasste mit der Apocolocyntosis eine Satire auf den Tod des Kaisers Claudius, worin er ihm als Letzte Worte den Ausspruch: vae me, puto, concacavi me! („Oh weh, ich glaube, ich habe mich beschissen!“) in den Mund legt, was als Anspielung auf die erwähnten Durchfallsymptome zu verstehen ist.
Ungeklärte Todesfälle von Herrschern zogen fast immer unbestätigte Mordgerüchte nach sich. Im Falle des Claudius weisen die meisten Traditionen die Gemeinsamkeit auf, dass seine vierte und letzte Ehefrau Agrippina beschuldigt wird, die Vergiftung im Namen Neros angestiftet zu haben. Agrippina und Claudius bekämpften sich laut diesen Quellen heimlich in den letzten Monaten vor dessen Tod. Claudius begann angeblich schon, die Ehe mit Agrippina sogar öffentlich zu bereuen und somit den heranwachsenden Britannicus, welcher noch der Ehe mit Messalina entstammte, hinsichtlich der Nachfolgefrage verstärkt zu berücksichtigen. Claudius’ letzter Wille soll sich kurz vor seinem Tod noch einmal geändert haben: Entweder sah er sowohl Nero als auch Britannicus oder nur Britannicus als seinen Nachfolger an. Agrippina beabsichtigte, die Nachfolge für ihren Sohn aus ihrer ersten Ehe, den älteren Nero, zu sichern, bevor Britannicus selbst alt genug war, um als einzig möglicher Nachfolger gelten zu können.
Viele Althistoriker sind heute insgesamt deutlich skeptischer, was die antike Überlieferung zu Claudius’ Tod betrifft. Sie bezweifeln die Existenz von Mordmotiv und Komplott und gehen von einem natürlichen Tod oder einem Unfall aus (ein giftiger Pilz sei versehentlich ins Essen geraten). Claudius habe Neros Nachfolge in Wahrheit bis zum Schluss nie in Frage gestellt. Er habe Britannicus im Unterschied zu Nero nie jene Würden verliehen, die ihn als Nachfolger gekennzeichnet hätten, obwohl er alt genug dafür gewesen wäre; überdies lege Agrippinas Verhalten nahe, dass sie vom Tod des Kaisers überrascht wurde. Die Mordgerüchte seien daher erst im Nachhinein entstanden, als Nero längst als schlechter Kaiser galt, dem man die Beseitigung seines Vorgängers andichtete. Nach einer anderen Sichtweise könnte Claudius aber auch infolge eines Herzinfarkts verstorben sein, als er mit Agrippina um die Thronnachfolge stritt.
Claudius’ vollständige Titulatur zum Zeitpunkt seines Todes war Tiberius Claudius Caesar Augustus Germanicus, Pontifex maximus, Tribuniciae potestatis XIV, Consul V, Imperator XXVII, Pater patriae. Nero wurde drei Tage nach Claudius’ Tod von den Prätorianern zum Kaiser ausgerufen; Britannicus wurde übergangen. Claudius’ Asche wurde am 24. Oktober im Augustusmausoleum beigesetzt.
Von Nero und auf Senatsbeschluss hin wurde Claudius als Divus („Vergöttlichter“) konsekriert. Die von Seneca verfasste Leichenrede hielt Nero. Kurze Zeit nach Claudius’ Vergöttlichung erschien die ebenfalls von Seneca verfasste Apocolocyntosis, eine der boshaftesten Satiren, die je auf einen Herrscher geschrieben worden sind. Von den weniger treuen Anhängern des Claudius gingen viele schnell in das Lager Neros über.

## Nachwirkung

### Beurteilungen in der Antike
Nero kritisierte häufig den verstorbenen Kaiser und missachtete viele Beschlüsse und Verfügungen des Claudius mit der Begründung, Claudius sei irre gewesen. Die Meinung, dass Claudius geistesgestört gewesen sei, blieb während der gesamten Herrschaft Kaiser Neros vorherrschend. Schließlich gab Nero die Bezugnahme auf seinen vergöttlichten Adoptivvater auf und orientierte sich wieder an seiner leiblichen Familie. Ein für den vergöttlichten Claudius vorgesehener Tempel wurde von Nero nicht vollendet und nach dem Tod seiner Mutter praktisch zerstört. Die Baustelle wurde als Verteilerstation für das von Claudius initiierte Aquäduktsystem weiter genutzt. Die negative Haltung Neros gegenüber Claudius beeinträchtigte auch den Claudius-Kult in den Provinzen. Vespasian, der unter Claudius bedeutende Schritte in seiner Karriere gemacht hatte, belebte den Claudius-Kult neu und ließ den Tempel des Claudius am Caelius wieder aufbauen, da es für die aufstrebende Dynastie der Flavier wichtig war, die Kontinuität durch die Beibehaltung der Staatsreligion auszudrücken. Als die Flavier jedoch ihre Herrschaft gefestigt hatten, hoben sie ihre eigenen Verdienste hervor, ohne sich mehr an Claudius anzulehnen. Später haben noch Titus, Domitian und Trajan das Andenken wohl weniger des Claudius selbst als seiner Regierung durch Münzen aufgefrischt.
Die antiken Schriftsteller Tacitus, Cassius Dio und Sueton verfassten ihre Werke erst nach dem Tod des letzten Flaviers. Alle drei waren Senatoren oder Ritter. Die antiken Historiker übernahmen in den Konflikten zwischen dem Senat und dem Princeps oftmals die Position des Senats. Sueton beschreibt Claudius als eine lächerliche Person, setzte viele seiner Taten herab und wies die guten Taten des Kaisers seinem Gefolge zu. Tacitus schrieb sein Geschichtswerk für seine Mitsenatoren und fügte dabei die einzelnen Kaiser in ein bestimmtes Darstellungsschema. Bei Tacitus wird Claudius nahezu durchgängig als unselbständiger „Trottel“ gezeichnet, der seinen Frauen absolut hörig und entsprechend einfach zu manipulieren ist. Seine Beschreibung des Kaisers als Vollidioten machte sich auch dadurch bemerkbar, dass Tacitus selbst dort, wo er die Schriften des Claudius offenkundig als Quelle benutzte, die Urheberschaft des Claudius nicht nannte, sondern vielmehr den Schreibstil des Claudius verfälschte.
Cassius Dio war als späterer Historiker weniger voreingenommen, scheint aber Sueton und Tacitus als Quellen benutzt zu haben. So blieb lange Zeit die Meinung über Claudius als eines Vollidioten bestehen, der von denen gesteuert wurde, die er angeblich beherrschte. Im Laufe der Zeit verlor Claudius außerhalb der historischen Darstellungen zunehmend an Bedeutung. Seine Bücher gingen verloren, sobald ihre altertümlichen Themen an Beliebtheit verloren. Am Ende des 2. Jahrhunderts überschattete der Geburtstag von Kaiser Pertinax, der seinen Geburtstag mit Claudius teilte, jede Erinnerungsfeier an Claudius. Im 3. Jahrhundert gab es dann einen weiteren Kaiser seines Namens, Claudius Gothicus (268 bis 270). Nach dem Tod des Claudius Gothicus wurde dieser vom Senat divinisiert und ersetzte Claudius im römischen Pantheon. So geriet Claudius am Ende des dritten Jahrhunderts weitgehend in Vergessenheit.

### Das Bild im Mittelalter und in der Neuzeit
Bereits im 12. Jahrhundert gibt der britische Gelehrte Geoffrey von Monmouth in seinem Werk „Die Geschichte der Könige von Britannien“ mit eher patriotischer Tendenz ein sehr negatives Bild von den militärischen Eigenleistungen des Claudius während seiner Britannieninvasion. Der französische Kanzelredner Jacques Bénigne Bossuet (1627–1704) urteilte in seiner „Universalgeschichte“ über den Kaiser: „Claudius regiert trotz seiner Dummheit“. John Adams, zweiter Präsident der Vereinigten Staaten von Amerika, gelangte in seiner „Sicht auf die Universalgeschichte“ von 1795 zu einem ähnlichen Urteil, wobei er Claudius außerdem als gänzlich dem Willen seiner Frauen und Freigelassenen ergeben beschrieb:

„Männer mit begrenzter Fähigkeit und kläglichem Verstand sind nur deshalb gut oder böse, weil sie zufällig in die Hände von tugendhaften oder teuflischen Beratern gelangen; und zu seinem Unglück waren die ihn leitenden Personen bis zum äußersten Grade verworfen und ruchlos. Ihre Anführerin war seine Gattin, Messalina, deren Name fast schon ein Gemeinplatz für verdorbene Charaktere geworden ist.“

Dieses relativ einhellige Urteil der älteren Geschichtsschreibung spiegelt sich auch in den Claudius-Dramen der Renaissance-Zeit wider. Bereits der elisabethanische Dramatiker William Shakespeare (1564–1616), der die antiken Kaiserbiographien im lateinischen Original las, gestaltet den Charakter des Polonius im Hamlet frei nach Charakterzügen von Kaiser Claudius. Dies wird besonders deutlich in jener Szene im Schlafgemach der Königin, wo Polonius sich hinter einem Vorhang verbirgt und von Hamlet erdolcht wird, der ihn mit dem König Claudius verwechselt (Is it the king?). Aus dem 17. Jahrhundert stammen die Tragödien des Thomas May, The Tragedy of Julia Agrippina (1639), sowie des Nathanial Richards, The Tragedy of Messalina, Empress of Rome (1640), die jeweils Claudius als treuliebenden Dummkopf darstellen, der durch die Intrigen seiner Frauen um den Verstand gebracht wird, wie etwa an der Abreise des Claudius nach Ostia bei Richards deutlich wird:
| Claudius: The strong persuasion of thar love I bear To thee, thou star on earth, my only bliss: Bear record, heaven, bless thou this parting kiss! [Exit Claudius…] Messalina: Farewell, my life, my love, my royal fool Shallow-brain fop, dull ignorance, adieu, The kindest cuckold woman ever knew. […] Rome shall take notice, our incensēd blood, Like to Medusa’s, shall to serpents turn. | Claudius: „Der starke Glaube an die Liebe, die ich fühle Für dich, du Stern auf Erden, mein einziger Schatz: Seid Zeuge, ihr Himmel, segnet diesen Abschiedskuss! [Claudius tritt ab] Messalina: Lebe wohl, mein Leben, meine Liebe, mein königlicher Dummkopf, Fatzke mit Schalenhirn, dumpfe Beschränktheit, adieu, Nettester unter den Männern, den eine Frau je betrog […] Rom wird Zeuge sein, wie mein erregtes Blut Schlangen Zuwendung gibt, gleich denen der Medusa.“ |

### Belletristik und Film im 20. Jahrhundert
Die Romane des Robert von Ranke-Graves aus dem Jahr 1934, I, Claudius und Claudius the God (deutsche Ausgabe in einem Band: Ich, Claudius, Kaiser und Gott) gelten als die bedeutendste fiktive Darstellung über den römischen Kaiser Claudius. Beide Bücher sind in der ersten Person verfasst, um dem Leser den Eindruck zu vermitteln, es handele sich um eine Autobiografie. Graves setzte fiktionale Elemente ein, indem er angibt, dass kürzlich Übersetzungen der Schriften des Claudius entdeckt worden seien. Zu diesem Zweck erwähnt das Buch I, Claudius auch den Besuch eines Orakels. Das Orakel prophezeit, dass das Schriftstück fast 1900 Jahre später wiederentdeckt werden wird. Die erhaltenen Briefe, Reden und Sprüche des Claudius wurden besonders im zweiten Buch Claudius the God eingearbeitet, um Authentizität zu vermitteln.
Im Jahr 1937 unternahm der Regisseur Josef von Sternberg mit dem Film I, Claudius einen erfolglosen Versuch, die Romane von Graves zu verfilmen. Für die Rolle des römischen Kaisers war Charles Laughton vorgesehen. Wegen eines schweren Unfalls der Hauptdarstellerin Merle Oberon wurde der Film allerdings nie abgeschlossen. Die noch vorhandenen Filmrollen wurden schließlich in der Dokumentation The Epic That Never Was von 1965 verwendet. Die beiden Bücher von Graves waren die Basis für eine dreizehnteilige, von der BBC produzierte Fernsehverfilmung Ich, Claudius, Kaiser und Gott (im englischen Original: I, Claudius). Die Miniserie, in der Derek Jacobi Claudius spielte, wurde 1976 übertragen und gewann mehrere BAFTA-Auszeichnungen.
Neben den Verfilmungen der Bücher von Graves gab es noch zahlreiche andere filmische Bearbeitungen. Der italienische Regisseur Tinto Brass setzte 1979 den Skandalfilm Caligula (deutscher Untertitel Aufstieg und Fall eines Tyrannen) in Szene. Gore Vidal schrieb das Drehbuch. Die Rolle des Claudius spielte hier Giancarlo Badessi. Im Gegensatz zu den Büchern von Graves wird Claudius den nicht wohlwollenden antiken Quellen folgend deutlich als minderbemittelt dargestellt.
Romane über Claudius und seine Zeitgenossen sind etwa der historische Roman Minutus der Römer von Mika Waltari, außerdem die beiden Science-Fiction-Romane Empire of the Atom und The Wizard of Linn des kanadischstämmigen Autors A. E. van Vogt, die auf der Darstellung von Graves basieren. Eine Buchreihe von Simon Scarrow spielt zur Zeit des Claudius und stellt gelegentlich Bezüge zum Kaiser her. Daneben ist Claudius eine Nebenfigur in den zahlreichen Romanen, die von seinen Ehefrauen Messalina und Agrippina handeln.

### Claudius in der historischen Forschung
Das Urteil in der Forschung über den spezifischen Charakter der Regierungszeit des Claudius ist keineswegs einheitlich. Bei aller Divergenz der Forschung ist man sich dennoch darüber einig, dass mit Claudius ein Neubeginn oder zumindest eine doch ganz wesentliche Weiterentwicklung in der Administration des römischen Reiches festzustellen sei. Unschlüssig ist man sich allerdings darüber, ob diese Veränderungen Claudius selbst oder eher der Initiative seiner Freigelassenen zuzuschreiben sind.
Theodor Mommsen sah Claudius als den „allerungeeignetsten“ Princeps an, da „unter ihm regiert wurde, er selbst aber nicht regierte“. Edmund Groag hingegen beurteilte den Prinzipat des Claudius sehr positiv. Die Herrschaft der Freigelassenen des Claudius war für ihn eine der besten, die das Römische Reich erlebt hatte. Claudius hingegen war für ihn ein Mann „ohne Autorität, ohne Halt und geistige Klarheit, furchtsam, geschwätzig, sinnlich“. Arnaldo Momigliano betonte die Leistungen des Gelehrten Claudius und erklärt das Scheitern des Kaisers aus dem Widerspruch zwischen seinem Willen zur Regierung und dem Wunsch nach Beliebtheit. Trotz des Widerspruchs habe Claudius erstmals ein administratives Zentrum am Hof eingerichtet. Hans-Georg Pflaum sah in Claudius einen „halben Narren“ und zeichnete damit eher die „Regierung der Favoriten des Claudius“ für die politischen Maßnahmen dieser Zeit verantwortlich, womit die Freigelassenen gemeint sind. Viele Althistoriker, wie auch Barbara Levick vertreten die These, Claudius sei der erste richtige Kaiser gewesen, da mit ihm das institutionalisierte Kaisertum beginne und die politische Legitimation erstmals durch die Prätorianer erfolgte. Mit seiner Herrschaft habe der Titel des princeps (Erster unter den Gleichen im Senat) angefangen, zugunsten des militärischen Titels imperator an Bedeutung zu verlieren.

## Belletristik
- Robert (von Ranke-)Graves: Ich, Claudius, Kaiser und Gott. Übersetzt von Hans Rothe. List, München 2002, ISBN 3-471-78578-7 (englische Erstausgabe 1934: I Claudius und Claudius the God).